# Stellaria nemorum-Alnetum glutinosae
Stellaria nemorum-Alnetum glutinosae (eller blot: Alnetum glutinosae), i dansk sprogbrug ofte benævnt ellesump, er et plantesamfund, der danner klimaks på steder med meget højt grundvand, hyppige oversvømmelser og stort næringsindhold. Dette samfund tåler ikke udtørring, og findes derfor altid langs vandløb, omkring naturlige kildevæld og i lavmoser. Blandt de mest dominerende arter kan nævnes Almindelig Milturt, Almindelig Strudsvinge, Femhannet Pil, Have-Ribs, Rød-El, Solbær og Øret Pil.

## Karakterplanter
- Almindelig Guldstjerne
- Bittersød Natskygge
- Fladkravet Kodriver
- Gul Iris
- Hunde-Kvik
- Kæmpe-Svingel
- Lund-Fladstjerne
- Skov-Galtetand
- Skov-Padderok
- Spring-Balsamin

## Eksternt link
- Heinz Ellenberg og Christoph Leuschner: Zeigerwerte der Pflanzen Mitteleuropas Arkiveret 7. august 2015 hos  Wayback Machine - (tysk)-sproget tillægsmateriale til ovennævnte med indikatorværdier for arterne.